# Slot A
Lo Slot A viene considerato impropriamente un socket, in quanto era dedicato ad ospitare i processori AMD Athlon Classic di prima generazione. In realtà con questo termine ci si riferisce alle specifiche elettriche e meccaniche del connettore utilizzato per collegare i core di tali CPU alle Motherboard. Il suo design partiva da quello classico dei normali socket utilizzati anche per i K6 ma in questo caso il processore veniva montato su un Single Edge Connector Cartridge (SECC), simile nell'aspetto ad una scheda PCI. Lo Slot A permise anche frequenze di bus più alte rispetto a quelle precedentemente usate con il Socket 7 o il Super Socket 7 e utilizzava un protocollo di BUS EV6 realizzato dalla Compaq per il processore Alpha. Lo Slot A era la risposta allo Slot 1 della Intel che aveva pensato ad una soluzione a slot per i Pentium II, ma si trattava di uno Slot 1 "girato" di 180° ed elettricamente incompatibile con le motherboard sviluppate per AMD.
Venne sostituito dal longevo Socket 462 (conosciuto anche come Socket A) per le successive generazioni di Athlon.